# KISS OF LIFE
《KISS OF LIFE》，日本男歌手平井堅的第13張單曲。2001年5月11日發行。

## 概述
- 平井堅2001年第二張單曲，也是第四張專輯《歷久彌堅》的先行單曲。
- 江角真紀子、米倉涼子及藤木直人主演日劇《愛情革命》主題歌。
- 平井堅自1995年出道以來第二次搭配日劇宣傳的正規單曲。
- 首週銷售量突破20萬張，為平井堅個人在Oricon單周最高銷量記錄。

## 收錄曲目
1. KISS OF LIFE
  - 作詞：平井堅／作曲：平井堅、中野雅仁／編曲：中野雅仁
  - 富士電視台連續劇《愛情革命》主題歌
2. CAT
  - 作詞、作曲：平井堅／編曲：URU
3. Miracles (SILENT POETS remix)
  - 作詞、作曲：平井堅
4. KISS OF LIFE (less vocal)

## 外部連結
- Sony Music的作品介紹
  - 通常盤 （页面存档备份，存于）